# Leucanthemum
Leucanthemum là một chi thực vật có hoa trong họ Cúc (Asteraceae).

## Loài
Chi Leucanthemum gồm các loài: